# Сокольницкая, Евгения

Евге́ния Сокольни́цкая (фр. Eugénie Sokolnicka; урождённая Кутнер; 14 июня 1884, Варшава — 19 мая 1934, Париж) — первый практикующий психоаналитик во Франции и пионер детского психоанализа. Была одним из основателей Парижского психоаналитического общества.

## Биография
Евгения Сокольницкая родилась 14 июня 1884 года в польско-еврейской семье в Варшаве. 
В 1904 году уезжает в Париж, где изучала биологию в Сорбонне, а также слушала лекции Пьера Жане. Во время учёбы познакомилась с Михаилом Сокольницким, польским историком и дипломатом, с которым они поженились после возвращения в Польшу.
В 1911 году Е. Сокольницкая начала изучать психиатрию в клинике Бургхольцли, Цюрих, где проходила подготовку под руководством К. Юнга. После разрыва отношений между Юнгом и Фрейдом, Е. Сокольницкая уезжает в Вену, где проходит личный анализ у З. Фрейда. В это время Е. Сокольницкая принимает участие в заседаниях Венского психоаналитического общества. В этот же период разводится со своим мужем. С началом Первой мировой войны возвращается в Варшаву. 
В 1916 году Е. Сокольницкая уезжает в Цюрих, где становится членом Цюрихского психоаналитического общества, а 8 ноября 1916 её избирают членом Венского психоаналитического общества. В конце 1917 года Е. Сокольницкая возвратилась в Польшу, где занялась активной организацией психоаналитического общества в Варшаве. 
В 1919 году за шесть недель она вылечила страдавшего он невроза навязчивости двенадцатилетнего еврейского мальчика из Минска. Лечение основывалось на анализе переноса и интерпретации сновидений, кроме того, имела место и педагогическая установка, главным образом, в отношении сексуальности. Это был один из первых случаев детского анализа, проведенного в условиях, используемых при анализе взрослых. Данный случай был опубликован в 1920 году под заголовком «Анализ случая детского невроза навязчивости». 
В 1920 году Е. Сокольницкая уезжает в Будапешт, где проходит личный анализ у Ш. Ференци, продолжавшийся до 1921 года. Ференци в ходе анализа выявил у Сокольницкой паранойю, эротоманию и депрессию со склонностью к суициду. При этом Ференци отмечал отмечал талант Сокольницкой в качестве аналитика. Анализ Ференци был более успешным, чем анализ Фрейда, у которого к Сокольницкой возник враждебный контрперенос. 
В сентябре 1920 года Е. Сокольницкая принимает участие в VI Международном психоаналитическом конгрессе в Гааге, выступив с докладом «Диагноз и симптомы невроза в свете психоаналитических доктрин». Осенью 1921 года Е. Сокольницкая переезжает в Париж, где познакомилась с профессором Жоржем Хейве, который пригласил её работать в клинику психических болезней. В этот период некоторые психоаналитики, в частности Рене Лафорг и Софи Моргенштерн пройдут у неё обучающий анализ. У Е. Сокольницкой были тесные связи с литературными кругами Парижа, в частности с Полем Бурже и Андре Жидом. А. Жид проходил у Сокольницкой личный анализ. 
В 1923 году, после смены руководства клиники, Е. Сокольницкая была вынуждена уйти и открыла частную практику. В 1926 году основывается Парижское психоаналитическое общество и Сокольницкая избирается его вице-президентом. В это время она продолжала вести активную преподавательскую деятельность, участвовала в международных психоаналитических конференциях. Несмотря на личную поддержку Фрейда, Сокольницкая теряет влияние и уже в 30-е годы не играла никакой роли в психоаналитическом движении. С годами клиентура Сокольницкой уменьшалась, она остаётся практически без средств к существованию.
Страдая от депрессии, Евгения Сокольницкая покончила с собой 19 мая 1934 года.

## Публикации на русском языке
- Сокольницкая Е., Анализ случая инфантильного невроза навязчивости (1920) // «Ежегодник детского психоанализа и психоаналитической педагогики», 2010, Том 2, С. 227–235.
- Сокольницкая Е., Некоторые проблемы психоаналитической техники. — Ижевск: ERGO, 2012.